# Вулька-Паненська
Вулька-Паненська (пол. Wólka Panieńska) — село в Польщі, у гміні Замостя Замойського повіту Люблінського воєводства.
Населення — 609 осіб (2011).
У 1975-1998 роках село належало до Замойського воєводства.

## Демографія
Демографічна структура станом на 31 березня 2011 року:
|          | Загалом | Допрацездатний вік | Працездатний вік | Постпрацездатний вік |
| -------- | ------- | ------------------ | ---------------- | -------------------- |
| Чоловіки | 308     | 81                 | 205              | 22                   |
| Жінки    | 301     | 61                 | 200              | 40                   |
| Разом    | 609     | 142                | 405              | 62                   |